# 国道305号

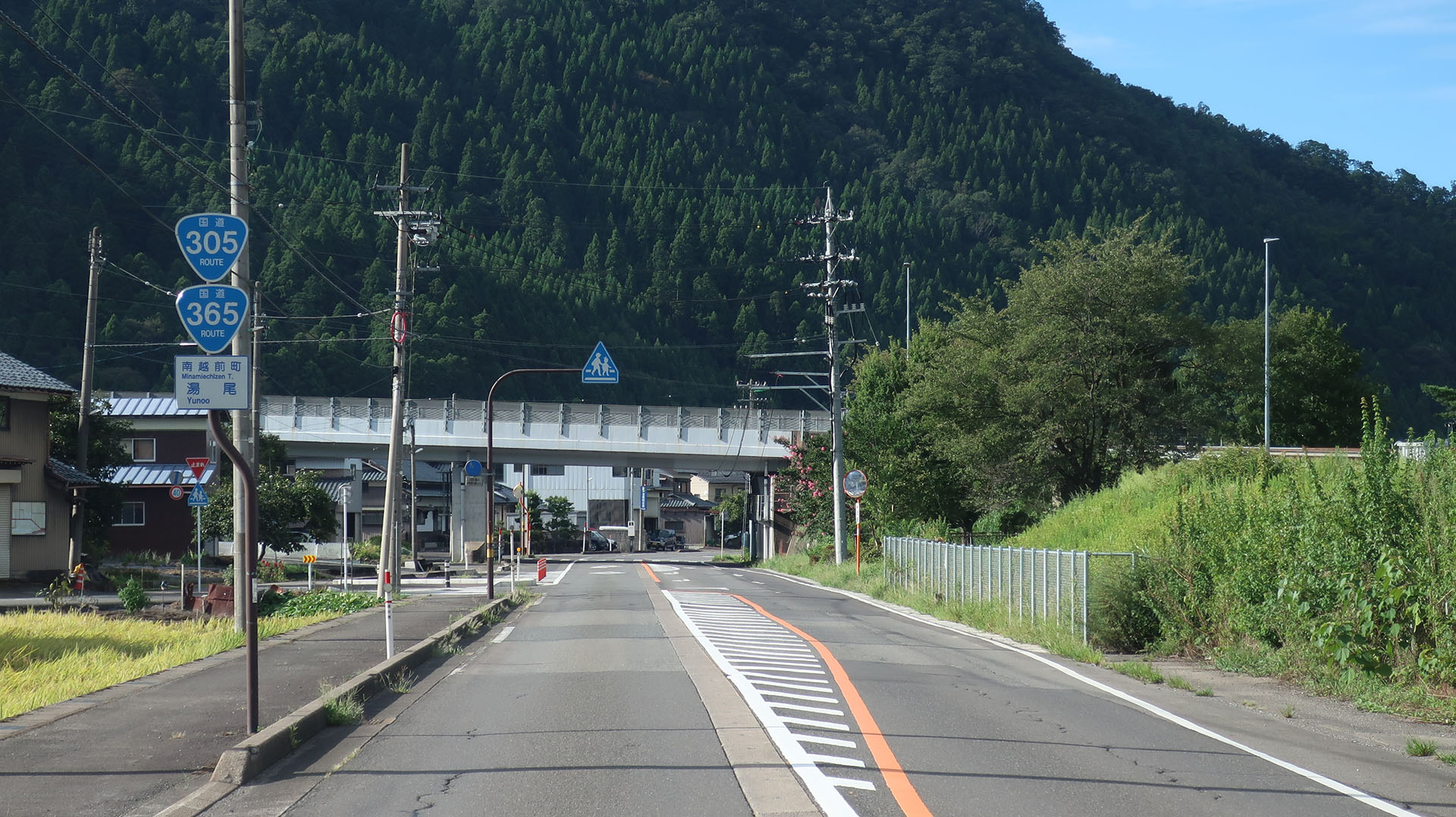
国道305号 終点
（国道365号 重複区間）
福井県南条郡南越前町 今庄IC付近

国道305号（こくどう305ごう）は、石川県金沢市から福井県南条郡南越前町に至る一般国道である。

## 概要

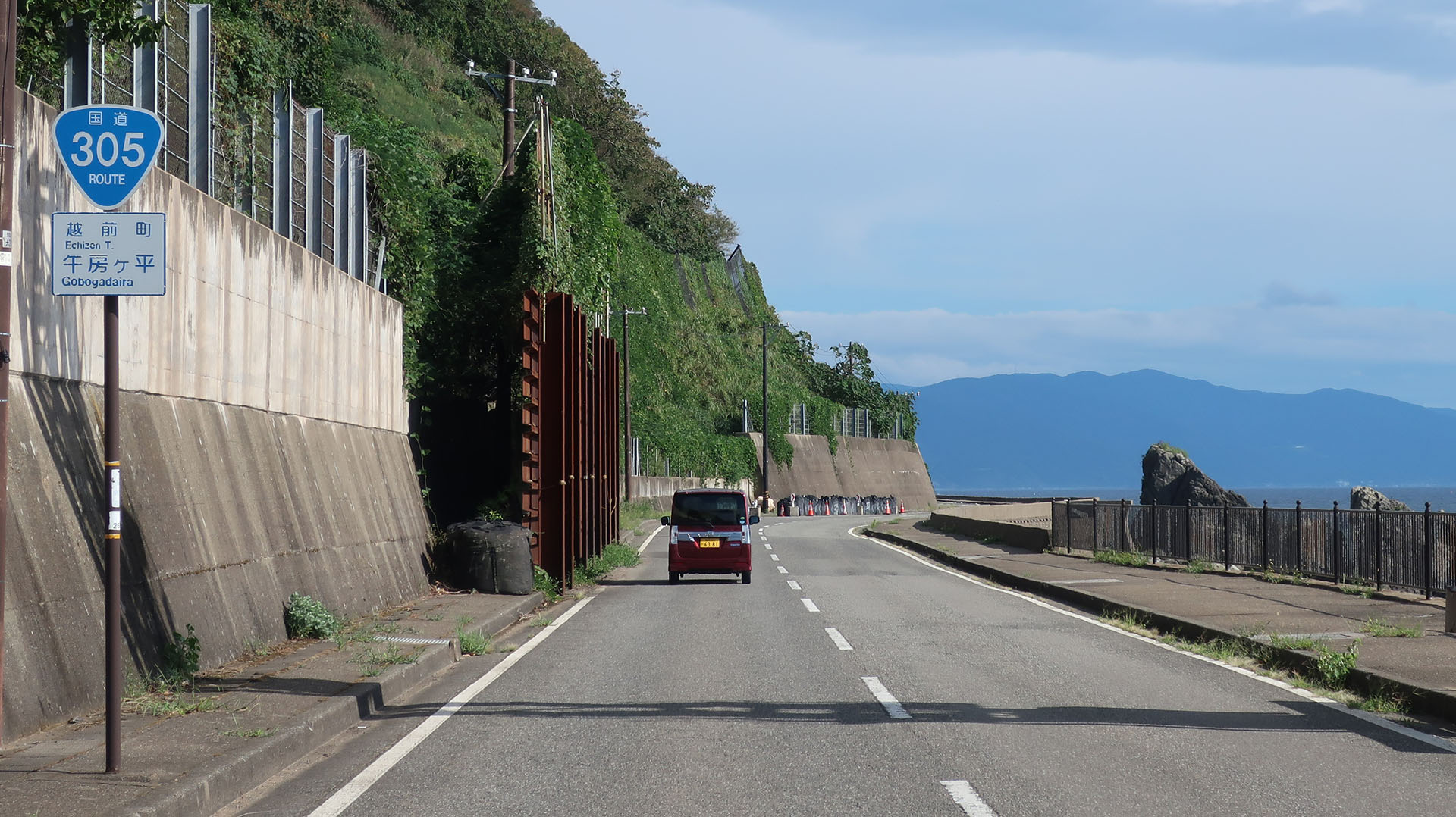
福井県丹生郡越前町午房ヶ平
（2020年9月撮影）

石川県金沢市から国道157号や国道8号金沢西バイパスと重複して南下し、能美市の大長野西交差点より分岐して単独区間が始まる。東尋坊や奇岩・呼鳥門などがある越前海岸の景勝地付近を経由することから、北陸の代表的な観光道路として紹介されることもある。終点は、福井県南条郡南越前町の国道365号に接続するが、実際の路線の端点は北陸自動車道の今庄ICである。

### 路線データ
一般国道の路線を指定する政令に基づく起終点および重要な経過地は次のとおり。
- 起点：金沢市（武蔵交差点 = 国道157号起点、国道159号・国道249号終点）
- 終点：福井県南条郡今庄町（今庄IC = 国道365号交点）
- 重要な経過地 - 石川県石川郡野々市町[注釈 2]・松任市[注釈 3]、小松市、加賀市、福井市（浜住町）、福井県丹生郡越前町、同県南条郡河野村[注釈 4]・同郡南条町[注釈 4]
- 総延長 : 174.5 km（石川県 67.0 km、福井県 107.6 km）重用延長を含む[3][注釈 5]
- 重用延長 : 44.2 km（石川県 44.1 km、福井県 0.1 km）[3][注釈 5]
- 未供用延長 : なし[3][注釈 5]
- 実延長 : 130.3 km（石川県 22.8 km、福井県 107.5 km）[3][注釈 5]
  - 現道 : 121.2 km（石川県 22.8 km、福井県 98.4 km）[3][注釈 5]
  - 旧道 : 1.9 km（石川県 - km、福井県 1.9 km）[3][注釈 5]
  - 新道 : 7.3 km（石川県 - km、福井県 7.3 km）[3][注釈 5]
- 指定区間：国道8号と重複する区間（石川県野々市市・三日市交差点 - 能美市・大長野西交差点、加賀市・箱宮IC - 黒瀬交差点、福井県南条郡南越前町・赤萩 - 桜橋交差点）[4]

## 歴史

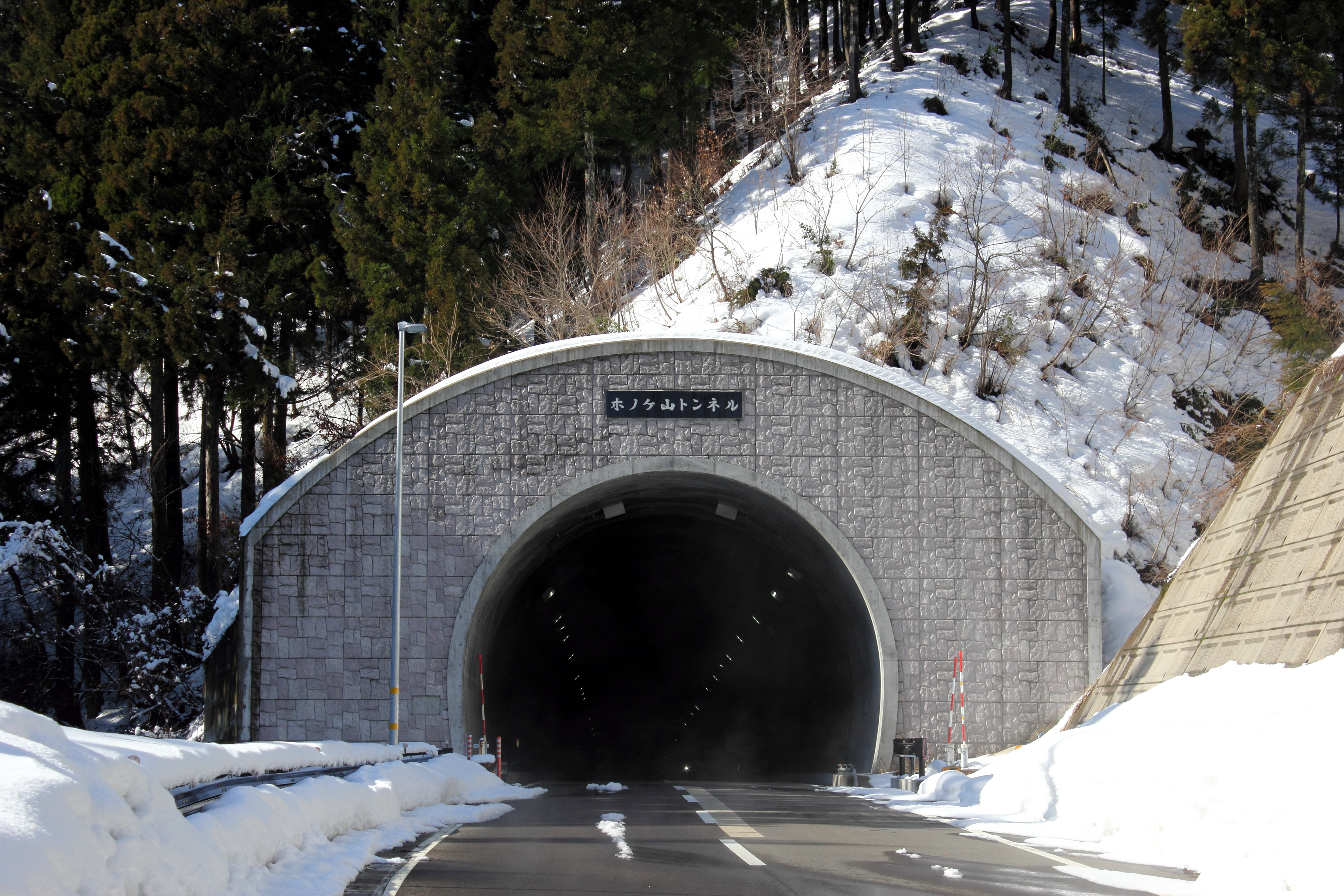
ホノケ山トンネルの冬景色
（2015年1月）

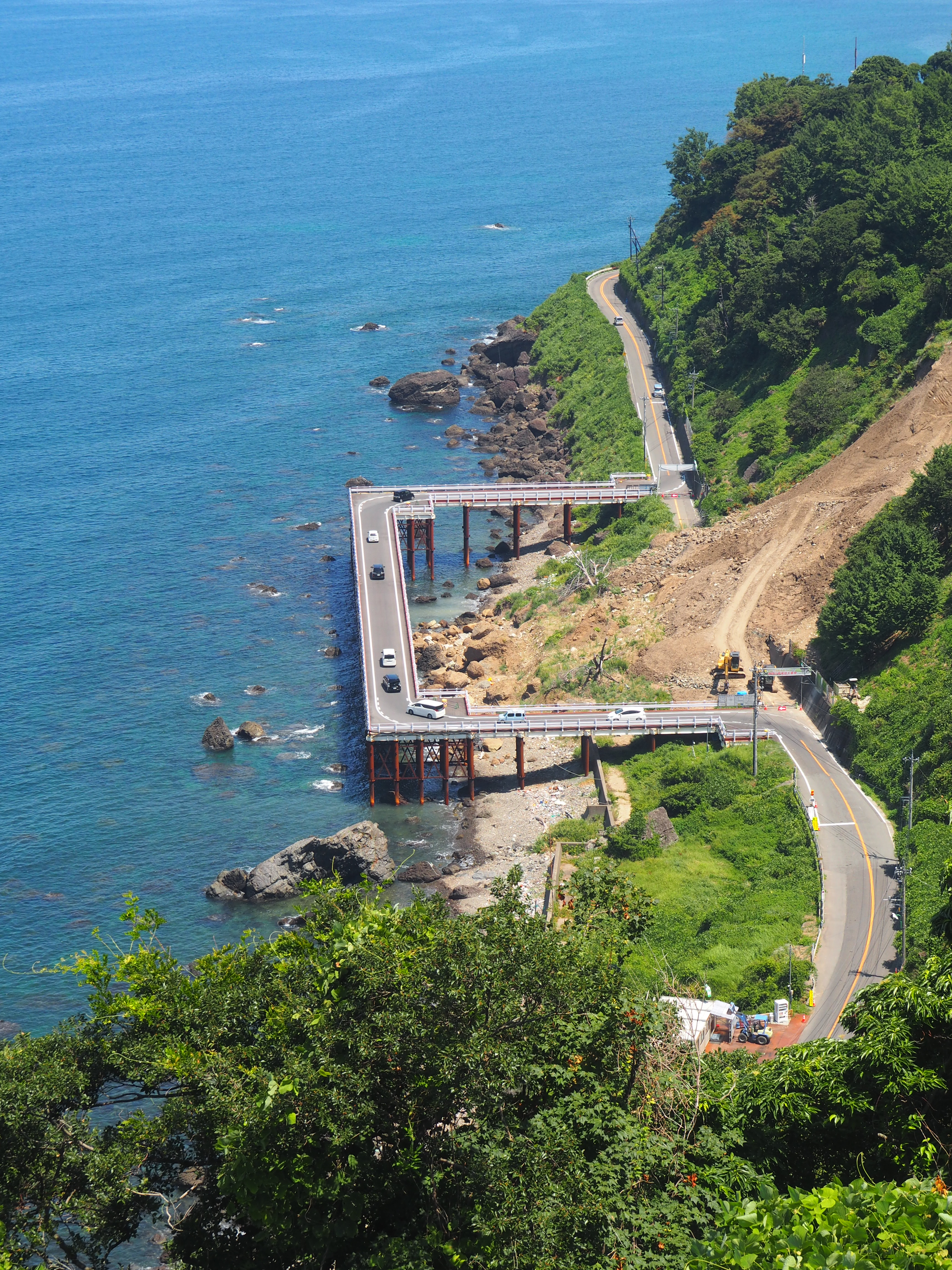
2018年の豪雨被害後の仮設う回路桟橋（2019年8月）

福井県丹生郡越前町の海岸沿いにある呼鳥門は、礫岩が波と風の浸食作用によって出来た洞穴で、かつてこの洞穴の中を国道305号がくぐり抜けており、天然トンネルを全国で唯一国道がくぐり抜けるという極めて珍しい場所で知られていた。その後の2002年（平成14年）にこれを迂回するトンネル開通によって、呼鳥門は国道指定をはずされた。
かつては、南条郡南越前町内を南北に走る国道8号と国道365号の間を横断して菅谷峠（すげんたんとうげ）を越える自動車通行不能な登山道（点線国道）の区間が約 4 kmあったが、ホノケ山トンネルが2013年（平成25年）に開通したことにより、車両不通区間は解消されている。

### 年表
- 1970年（昭和45年）4月1日 - 一般国道305号（金沢市 - 福井県南条郡今庄町）として指定施行[6]。
- 1972年（昭和47年）12月 - 国道8号の金沢バイパス全線開通による指定変更で、野々市交差点 - 三日市交差点が単独指定区間となるが、国道標識や案内標識での表示は一切設けられていなかった[注釈 6]。
- 1989年（平成元年）7月16日 - 越前町玉川で岩盤が崩落。15人死亡（後述）。
- 1992年（平成4年）6月17日 - 事故現場を迂回する玉川トンネルの供用開始。
- 1993年（平成5年）4月1日 - 一般国道305号（石川県金沢市 - 福井県南条郡今庄町（現：南越前町））同時に乾東交差点 - 三日市交差点が国道157号と重複する事になった。
- 2002年（平成14年）3月23日 - 呼鳥門を迂回する呼鳥門トンネルの供用開始。
- 2008年（平成20年）
  - 4月1日 - 石川県内の路線指定変更に伴い、国道8号との重複区間だった能美市大長野西交差点 - 小松市街地 - 加賀市箱宮ICが単独指定区間となり、案内表示を設置[注釈 7]。
  - 9月30日 - 国道305号と国道8号を接続している福井県南越前町河野海岸有料道路を福井県に移管、無料開放。南越前町側が国道305号、敦賀市側が福井県道204号大谷杉津線に指定された。
- 2009年（平成21年）1月21日 - 25日：越前町厨（くりや）付近で土砂崩れ、4月28日まで片側通行それ以降は対面通行可。
- 2010年（平成22年）7月14日 - 越前バイパス（越前町厨 - 同町茂原区間）部分開通。
- 2013年（平成25年）11月4日 - ホノケ山トンネルを含む6.4 kmの区間が開通し、全区間で車両通行が可能となる[7]。
- 2018年（平成30年）
  - 7月7日 - 平成30年台風第7号から温帯低気圧に変わった大雨[8]の影響により発生した土砂崩れのため、福井市居倉～赤坂間が通行止め[9]となる。
  - 10月31日 - 仮設う回路桟橋設置[10]による片側交互通行での通行が可能[11][12]となる。
- 2020年（令和2年）3月5日 - 全面通行可能となる[13]。

### 玉川岩盤崩落事故
1989年（平成元年）7月16日15時30分頃、越前町玉川の国道305号で高さ40 m（推定重量1,500 t）にわたる大規模な岩盤崩落が発生、落石防止用の覆道（ロックシェード）を突き破って、現場を走行中のマイクロバスを押し潰した。この事故でバスに乗っていた15人全員が死亡した。
事故の瞬間は、バスの後方を走っていた乗用車に乗車していた、福井テレビジョン放送（以下福井テレビ）に当時勤務していた社員により、偶然にビデオカメラに撮影されており、轟音とともにバスが一瞬で押し潰される瞬間が写っていた。撮影した福井テレビの社員は、事故を発見後直ちに乗用車から下車した上で、警察に連絡するなどの対応を実施しながら、事故現場の様子を撮影していた。
この社員が撮影した映像は、事故発生直後に即座に福井テレビに提供した上で、同日以降のニュースで福井テレビおよびFNN・FNS系ネット局のニュース番組などに使われた後、事故から33年が経過した2022年（令和4年）11月15日より、福井テレビの公式YouTubeでも公開されるようになった。なお、長らく事故映像の撮影者は不明あるいは一般の視聴者によるものだと誤認されていた状態であったが、この公式YouTubeで公開された際に、前出の福井テレビ社員の撮影のものであったことを明らかにした。
この崩落の12年前の1977年（昭和52年）5月にも現場付近で崩落が発生した。その措置として福井県はトンネル案と海上道路案を提示したが、トンネル案は玉川観音が素通りになり、海上案も水産資源への影響による反対があり、中間となる、現道にロックシェードを設置する案で決着した。
崩落事故の後に迂回路として、現場の海側を通る仮設道路が建設された。1992年（平成4年）に玉川トンネルが開通し、崩落現場を含めた約1 kmの区間は立入禁止になった。事故現場には1993年（平成5年）に慰霊碑が設置された。玉川観音も立入禁止区間に重なったことから、玉川トンネル南越前町側坑口の近くに人工洞穴を建設して移設した。
現在でも一部を除き、旧道や仮設道路の橋脚は残っている。

## 路線状況

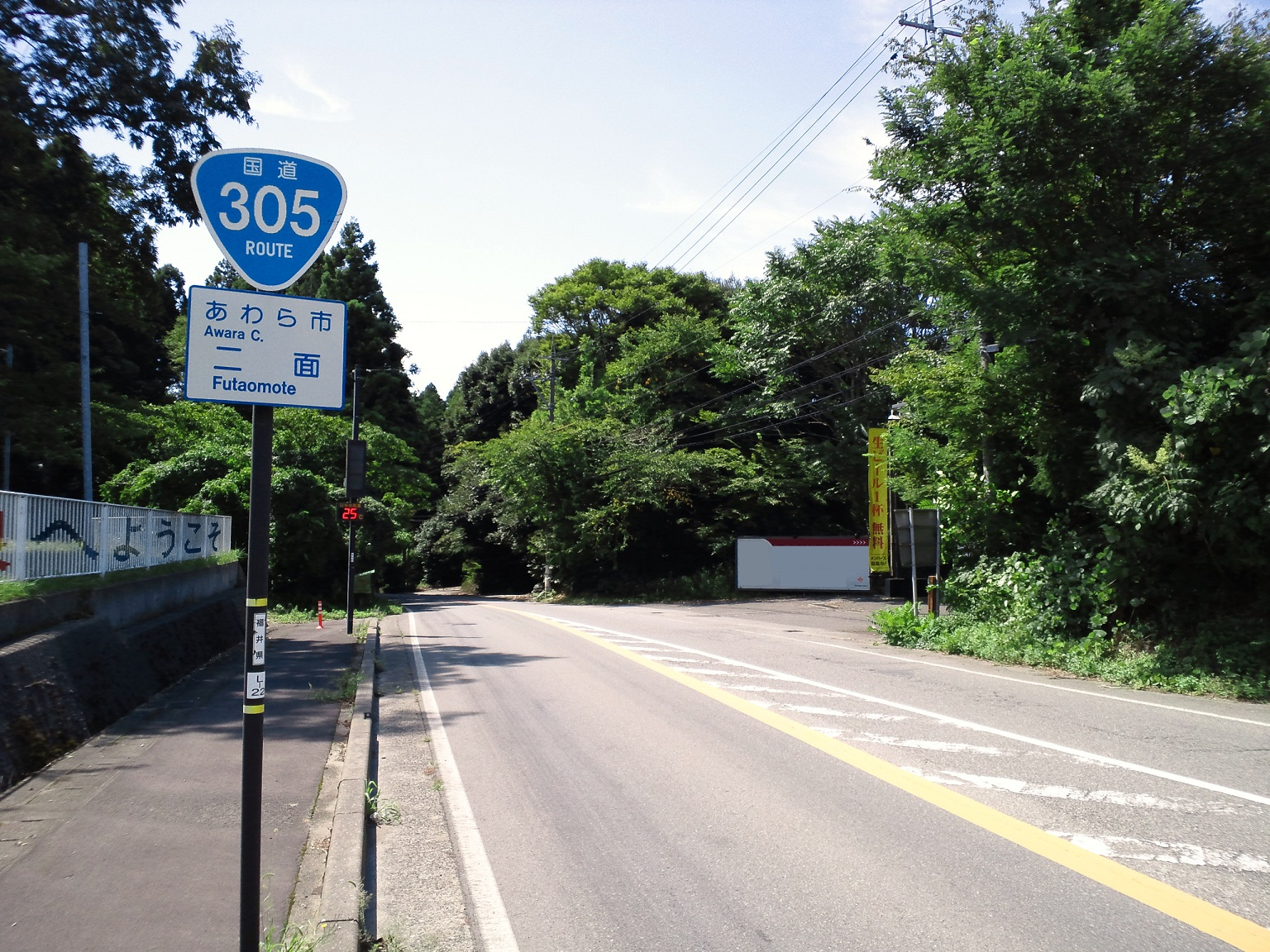
福井県あわら市二面付近
（2013年9月）

### 通称
- まぼろしの北陸道（車両通行不能区間）

### バイパス
- 金沢外環状道路海側幹線（本線部分・整備中）
- 金沢西バイパス（国道8号重複区間）
- 白方町 - 川尻町バイパス（全延長8.9 kmのうち7.7 km区間が2010年7月までに開通済み）
- 越廼バイパス
- 越前バイパス（越前町道口 - 同町茂原間 2010年7月14日 部分開通）
- 赤萩 - 河内バイパス（赤萩橋前後の0.1 kmは国道8号現道と重複）
- 河内奥野々道路

### 重複区間

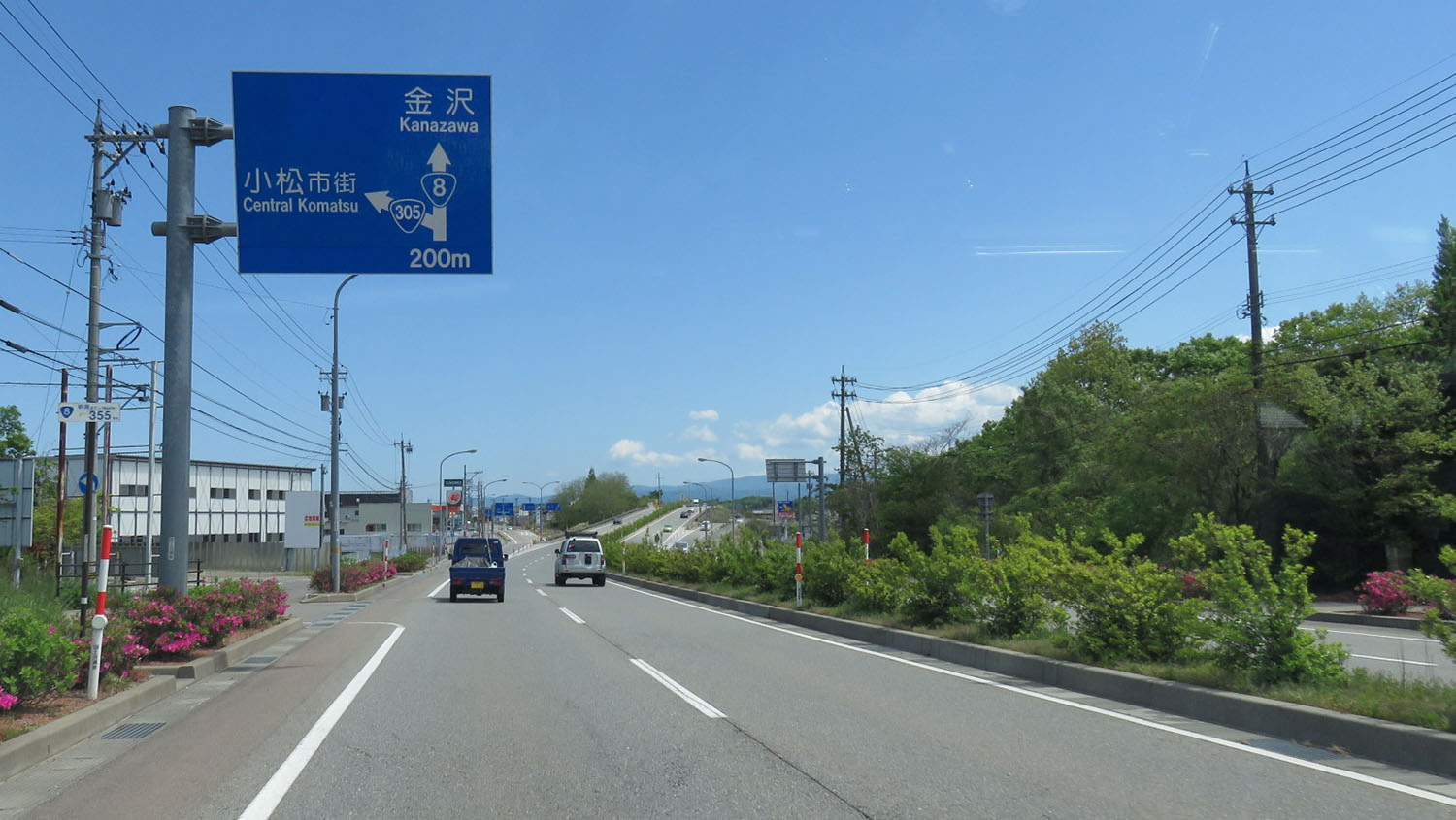
国道8号との分岐
石川県加賀市分校町

- 国道157号（石川県金沢市・むさし交差点 - 白山市・乾東交差点）
- 国道8号（石川県野々市市・三日市交差点 - 能美市・大長野西交差点）
- 国道8号（石川県加賀市・箱宮IC - 加賀市・黒瀬交差点）
- 国道365号（石川県加賀市・黒瀬交差点 - 越前町・梅浦交差点、福井県南越前町・鯖波 - 今庄インターチェンジ）
- 国道417号（福井県越前町・梅浦交差点 - 南越前町・桜橋交差点）
- 国道8号（福井県南越前町・赤萩 - 同町・桜橋交差点）

### 道路施設

#### トンネル
- ホノケ山トンネル
- 呼鳥門トンネル

#### 道の駅
- 福井県
  - 蓮如の里あわら（あわら市）
  - みくに（坂井市・三国町山岸）
  - 越前（丹生郡越前町） - 面する道路の国道指定は解除され、町道（漁火街道）沿いとなっている。

## 地理

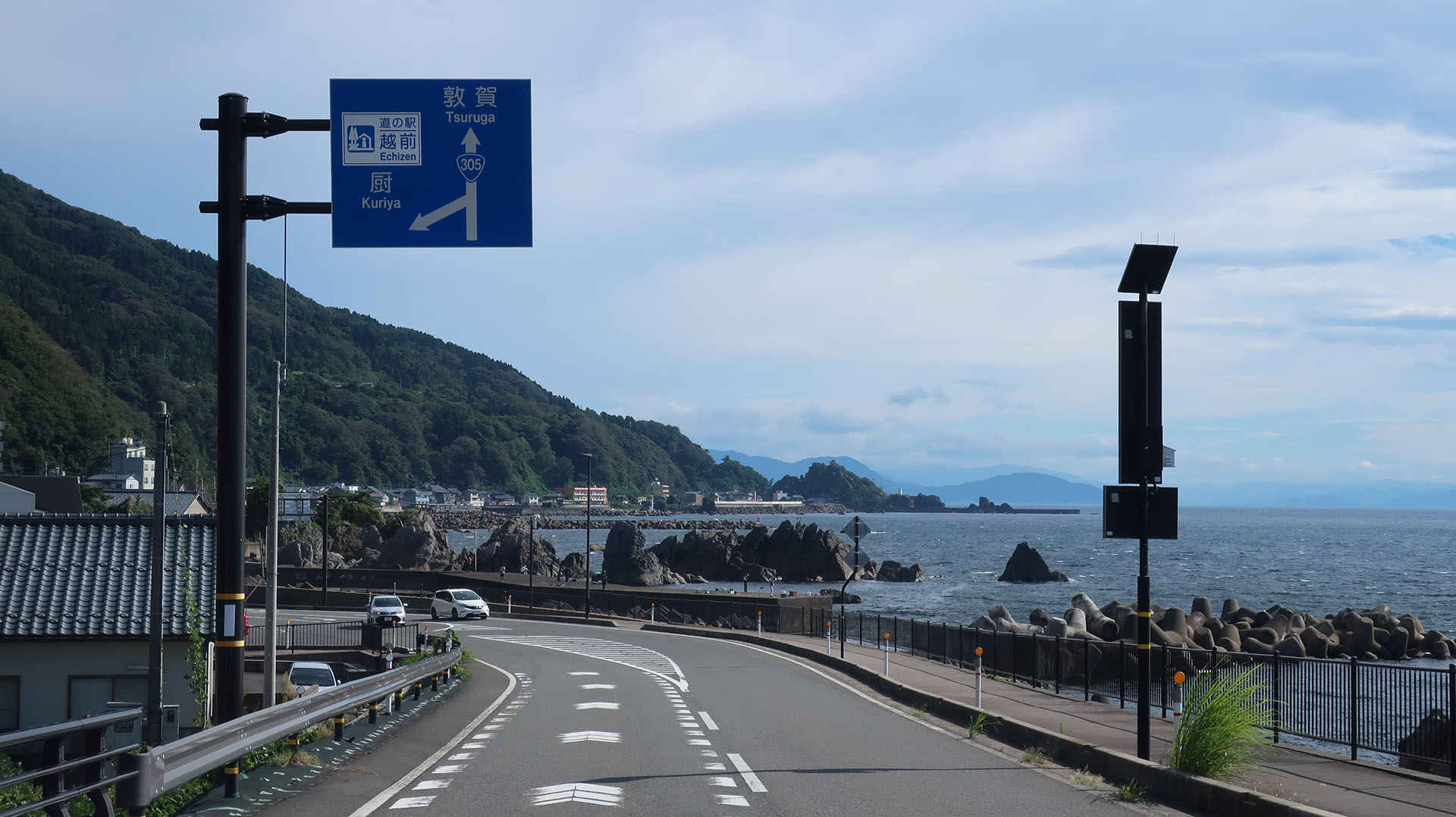
福井県丹生郡越前町厨
（2020年9月撮影）

### 通過する自治体
- 石川県
  - 金沢市 - 野々市市 - 白山市 - 能美郡川北町 - 能美市 - 小松市 - 加賀市
- 福井県
  - あわら市 - 坂井市 - 福井市 - 丹生郡越前町 - 南条郡南越前町[注釈 8]

### 交差する道路
| 交差する道路 | 交差する場所 | 交差する場所 | 交差する場所 | 交差する場所     | 備考                                                                                                  |
| --- | ------------ | ------------ | ------------ | ---------------- | --- |
| 国道159号（※重複＝国道249号・国道304号・国道359号） 石川県道13号金沢停車場線（※重複＝石川県道60号金沢田鶴浜線） | 石川県       | 金沢市       | 金沢市       | 武蔵             | ここから乾東交差点まで国道157号と重複                                                                 |
| 石川県道・富山県道10号金沢湯涌福光線                                                                            | 石川県       | 金沢市       | 金沢市       | 香林坊           | |
| 石川県道25号金沢美川小松線 石川県道45号金沢鶴来線                                                               | 石川県       | 金沢市       | 金沢市       | 野町広小路       | |
| 石川県道22号金沢小松線                                                                                          | 石川県       | 金沢市       | 金沢市       | 有松             | |
| 石川県道146号金沢停車場南線 石川県道194号宮永横川町線                                                           | 石川県       | 金沢市       | 金沢市       | 横川             | |
| 石川県道106号野々市西金沢停車場線 石川県道193号窪野々市線                                                       | 石川県       | 野々市市     | 野々市市     | 横宮             | |
| 石川県道179号野々市鶴来線                                                                                       | 石川県       | 野々市市     | 野々市市     | 野々市           | |
| 国道8号 石川県道291号三日市松任線                                                                               | 石川県       | 野々市市     | 野々市市     | 三日市           | ここから大長野西交差点まで国道8号と重複                                                               |
| 国道157号 石川県道8号松任宇ノ気線                                                                               | 石川県       | 白山市       | 白山市       | 乾東             | ここから徳丸南交差点まで石川県道8号と重複                                                             |
| 石川県道190号矢作松任線                                                                                         | 石川県       | 白山市       | 白山市       | 乾町             | |
| 石川県道8号松任宇ノ気線                                                                                         | 石川県       | 白山市       | 白山市       | 徳丸南           | |
| 石川県道174号安吉松任線                                                                                         | 石川県       | 白山市       | 白山市       | 倉光             | |
| 石川県道291号三日市松任線                                                                                       | 石川県       | 白山市       | 白山市       | 宮丸             | |
| 石川県道184号松本木津線                                                                                         | 石川県       | 白山市       | 白山市       | 宮丸町南         | ここから荒屋柏野交差点まで石川県道184号と重複                                                         |
| 石川県道184号松本木津線                                                                                         | 石川県       | 白山市       | 白山市       | 荒屋柏野         | |
| 石川県道157号松任寺井線                                                                                         | 石川県       | 白山市       | 白山市       | 福留西           | |
| 石川県道58号鶴来美川インター線                                                                                  | 石川県       | 白山市       | 白山市       | 水澄町           | |
| 石川県道103号鶴来水島美川線                                                                                     | 石川県       | 白山市       | 白山市       | 末正             | |
| 石川県道176号草深木呂場美川線                                                                                   | 石川県       | 能美郡       | 川北町       | 橘南             | |
| 石川県道171号吉原寺井線                                                                                         | 石川県       | 能美市       | 能美市       | 西任田IC         | |
| 石川県道102号根上寺井線                                                                                         | 石川県       | 能美市       | 能美市       | 五間堂           | |
| 石川県道169号粟生小松線                                                                                         | 石川県       | 小松市       | 小松市       | 高堂             | |
| 国道8号 石川県道4号小松鶴来線                                                                                   | 石川県       | 能美市       | 能美市       | 大長野西         | ここから園町交差点まで石川県道4号と重複                                                               |
| 石川県道170号西二口長田線                                                                                       | 石川県       | 小松市       | 小松市       | （長田町）       | |
| 石川県道54号寺畠小松線                                                                                          | 石川県       | 小松市       | 小松市       | 長田南           | |
| 国道360号（※重複＝石川県道4号小松鶴来線）                                                                       | 石川県       | 小松市       | 小松市       | 園町             | |
| 石川県道25号金沢美川小松線                                                                                      | 石川県       | 小松市       | 小松市       | 沖町             | |
| 石川県道4号小松鶴来線 石川県道22号金沢小松線                                                                    | 石川県       | 小松市       | 小松市       | 北浅井           | |
| 石川県道11号小松山中線                                                                                          | 石川県       | 小松市       | 小松市       | 符津本町         | ここから粟津駅前交差点まで石川県道11号と重複                                                          |
| 石川県道11号小松山中線                                                                                          | 石川県       | 小松市       | 小松市       | 粟津駅前         | |
| 石川県道107号新保矢田野線                                                                                       | 石川県       | 小松市       | 小松市       | 南部中学校前     | |
| 石川県道156号高塚粟津線                                                                                         | 石川県       | 小松市       | 小松市       | 矢田野南         | ここから二ツ梨交差点まで石川県道156号と重複                                                           |
| 石川県道156号高塚粟津線                                                                                         | 石川県       | 小松市       | 小松市       | 二ツ梨           | |
| 国道8号 | 石川県       | 加賀市       | 加賀市       | 箱宮IC           | ここから黒瀬交差点まで国道8号と重複                                                                   |
| 石川県道43号丸山加賀線                                                                                          | 石川県       | 加賀市       | 加賀市       | 分校             | |
| 石川県道39号山中伊切線                                                                                          | 石川県       | 加賀市       | 加賀市       | 松山             | |
| 石川県道150号動橋山代線                                                                                         | 石川県       | 加賀市       | 加賀市       | 桑原             | ここから西島交差点まで石川県道150号と重複                                                             |
| 石川県道150号動橋山代線                                                                                         | 石川県       | 加賀市       | 加賀市       | 西島             | |
| 石川県道147号片山津山代線                                                                                       | 石川県       | 加賀市       | 加賀市       | 加茂             | |
| 国道8号 国道364号                                                                                               | 石川県       | 加賀市       | 加賀市       | 黒瀬             | ここから梅浦交差点まで国道365号と重複                                                                 |
| 石川県道145号串加賀線                                                                                           | 石川県       | 加賀市       | 加賀市       | 菅生             | |
| 石川県道142号荒木田原町線                                                                                       | 石川県       | 加賀市       | 加賀市       | 田原町           | |
| 石川県道19号橋立港線 石川県道118号大聖寺停車場線                                                                | 石川県       | 加賀市       | 加賀市       | 大聖寺南町       | ここから永井町交差点まで石川県道5号と重複                                                             |
| 石川県道141号熊坂今出線                                                                                         | 石川県       | 加賀市       | 加賀市       | （大聖寺地方町） | |
| 石川県道61号加賀インター線 石川県道296号三木塩屋線                                                              | 石川県       | 加賀市       | 加賀市       | 三木             | |
| 福井県道・石川県道5号福井加賀線                                                                                 | 石川県       | 加賀市       | 加賀市       | 永井町           | |
| 石川県道117号塩屋港線                                                                                           | 石川県       | 加賀市       | 加賀市       | 吉崎町           | |
| 福井県道・石川県道5号福井加賀線（※重複＝福井県道29号福井金津線）                                                | 福井県       | あわら市     | あわら市     | （吉崎1）        | ここから舟津口交差点まで福井県道5号と重複                                                             |
| 福井県道120号細呂木停車場北潟線 福井県道166号北潟平山線                                                         | 福井県       | あわら市     | あわら市     | 北潟東           | |
| 福井県道・石川県道5号福井加賀線                                                                                 | 福井県       | あわら市     | あわら市     | 舟津口           | ここから加戸まで福井県道7号と重複                                                                     |
| 福井県道152号波松芦原線                                                                                         | 福井県       | あわら市     | あわら市     | （舟津）         | |
| 福井県道7号三国東尋坊芦原線                                                                                     | 福井県       | 坂井市       | 坂井市       | 加戸             | ここから覚善まで福井県道151号と重複                                                                   |
| 福井県道151号加戸三国線                                                                                         | 福井県       | 坂井市       | 坂井市       | 覚善             | |
| 福井県道226号三国停車場桜谷線                                                                                   | 福井県       | 坂井市       | 坂井市       | 三国             | |
| 福井県道7号三国東尋坊芦原線 福井県道101号三国金津線                                                             | 福井県       | 坂井市       | 坂井市       | 中元             | |
| 福井県道156号佐野山岸線                                                                                         | 福井県       | 坂井市       | 坂井市       | 新保             | |
| 福井県道20号三国春江線                                                                                          | 福井県       | 坂井市       | 坂井市       | 山岸第2          | |
| 福井県道256号福井港線                                                                                           | 福井県       | 福井市       | 福井市       | （白方町）       | |
| 国道416号 | 福井県       | 福井市       | 福井市       | 柳原             | |
| 福井県道227号鷹巣港線                                                                                           | 福井県       | 福井市       | 福井市       | （蓑町）         | |
| 福井県道183号上一光大丹生線                                                                                     | 福井県       | 福井市       | 福井市       | （大丹生町）     | |
| 福井県道6号福井四ヶ浦線                                                                                         | 福井県       | 福井市       | 福井市       | 大味             | ここから玉川まで福井県道6号と重複                                                                     |
| 福井県道6号福井四ヶ浦線                                                                                         | 福井県       | 丹生郡       | 越前町       | （玉川）         | |
| 国道365号 | 福井県       | 丹生郡       | 越前町       | 梅浦             | ここから桜橋交差点まで国道417号と重複                                                                 |
| 福井県道264号越前織田線                                                                                         | 福井県       | 丹生郡       | 越前町       | （道口）         | |
| 福井県道4号越前宮崎線                                                                                           | 福井県       | 丹生郡       | 越前町       | （厨）           | |
| 福井県道19号武生米ノ線                                                                                          | 福井県       | 丹生郡       | 越前町       | 米ノ             | |
| 福井県道3号福井大森河野線                                                                                       | 福井県       | 南条郡       | 南越前町     | 糠               | |
| 福井県道206号甲楽城勝連花線                                                                                     | 福井県       | 南条郡       | 南越前町     | （甲楽城）       | |
| 越前・河野しおかぜライン（国道305号区間）                                                                       | 福井県       | 南条郡       | 南越前町     | 河野             | 河野交差点部の国道305号の道路幅を5.9 kmとした現道支線扱い。                                           |
| 福井県道204号大谷杉津線（新道）                                                                                 | 福井県       | 南条郡       | 南越前町     | （大谷）         | 本線上ではなく、上の国道指定区域の南端部で接続。 終点方向は引き続き越前・河野しおかぜライン愛称区間。 |
| 国道8号（現道）                                                                                                 | 福井県       | 南条郡       | 南越前町     | （赤萩）         | ここから桜橋交差点まで国道8号（現道）と重複                                                           |
| 国道8号（北方向：新道、南方向：現道）                                                                           | 福井県       | 南条郡       | 南越前町     | 桜橋             | |
| 福井県道247号南条停車場線                                                                                       | 福井県       | 南条郡       | 南越前町     | （鯖波）         | |
| 国道365号 | 福井県       | 南条郡       | 南越前町     | （鯖波）         | ここから終点まで国道365号と重複                                                                       |
| 福井県道137号杣山城址線                                                                                         | 福井県       | 南条郡       | 南越前町     | （鯖波）         | |
| E8 北陸自動車道 今庄インターチェンジ                                                                            | 福井県       | 南条郡       | 南越前町     | （湯尾）         | |

※ 交差する場所の括弧書きは地名、それ以外は交差点名・インターチェンジ名で表示。

### 峠
- 菅谷（すげんたん）峠

## ギャラリー

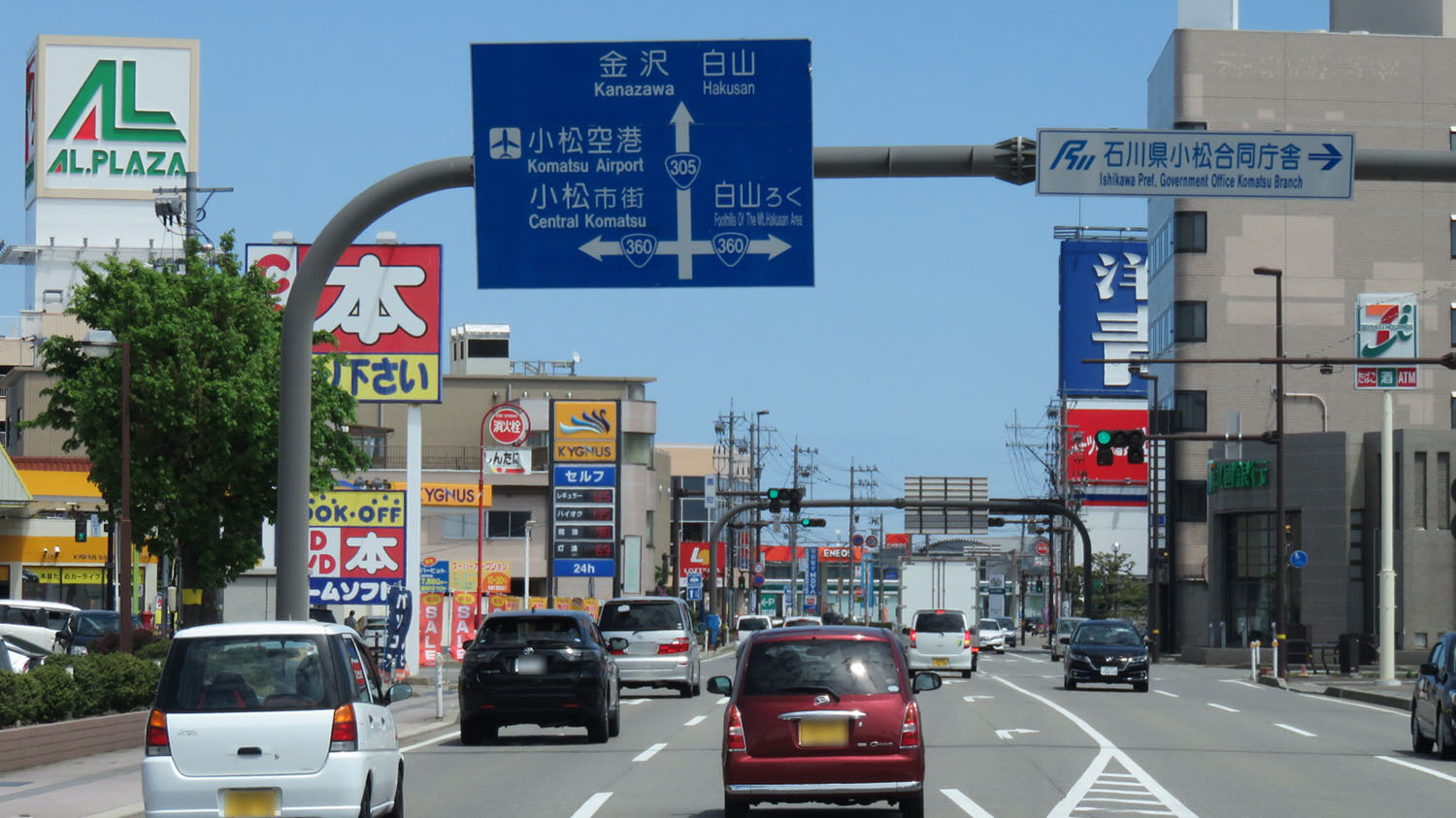
国道360号との交差 石川県小松市光町
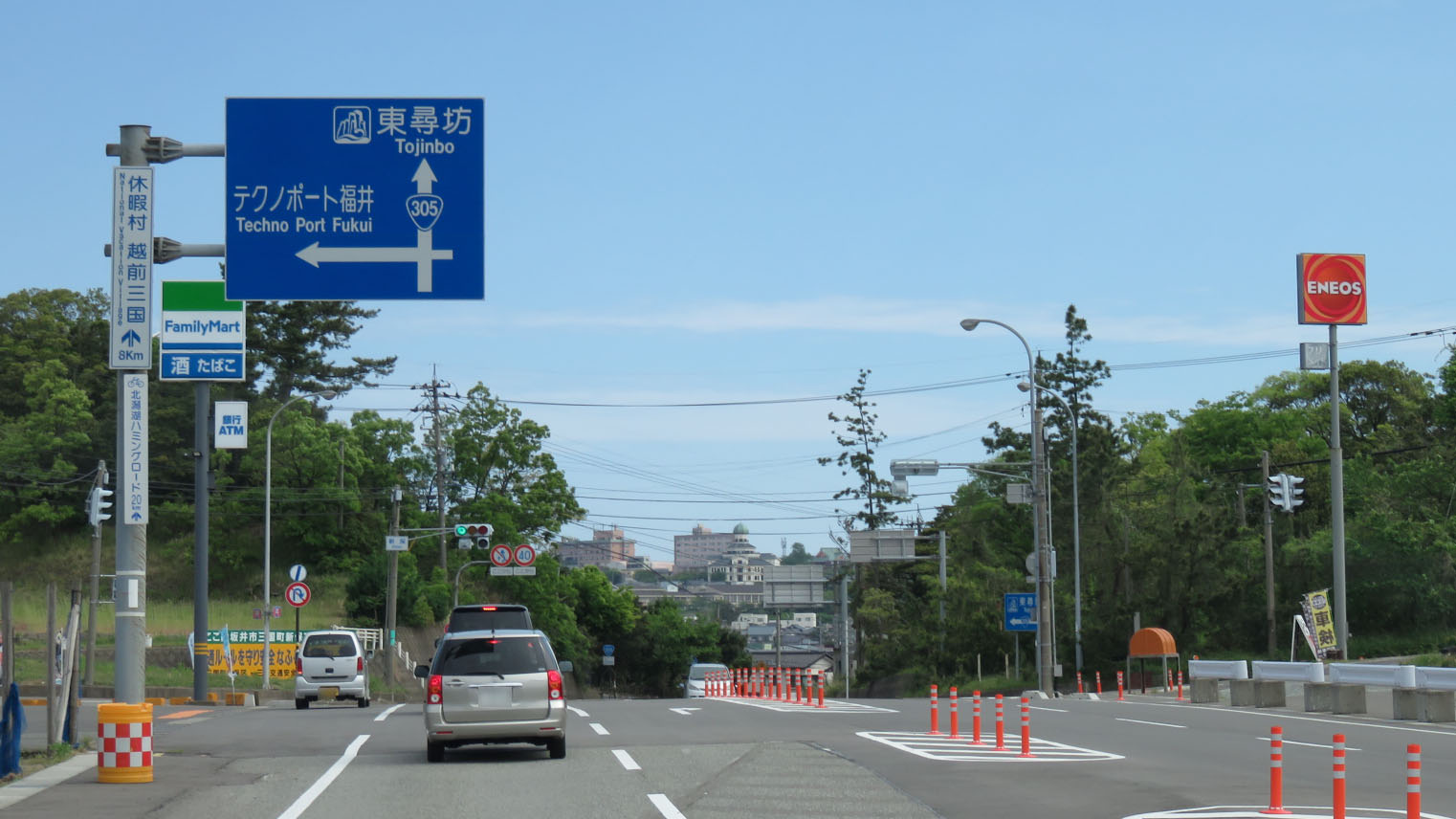
福井県坂井市三国町 東尋坊付近
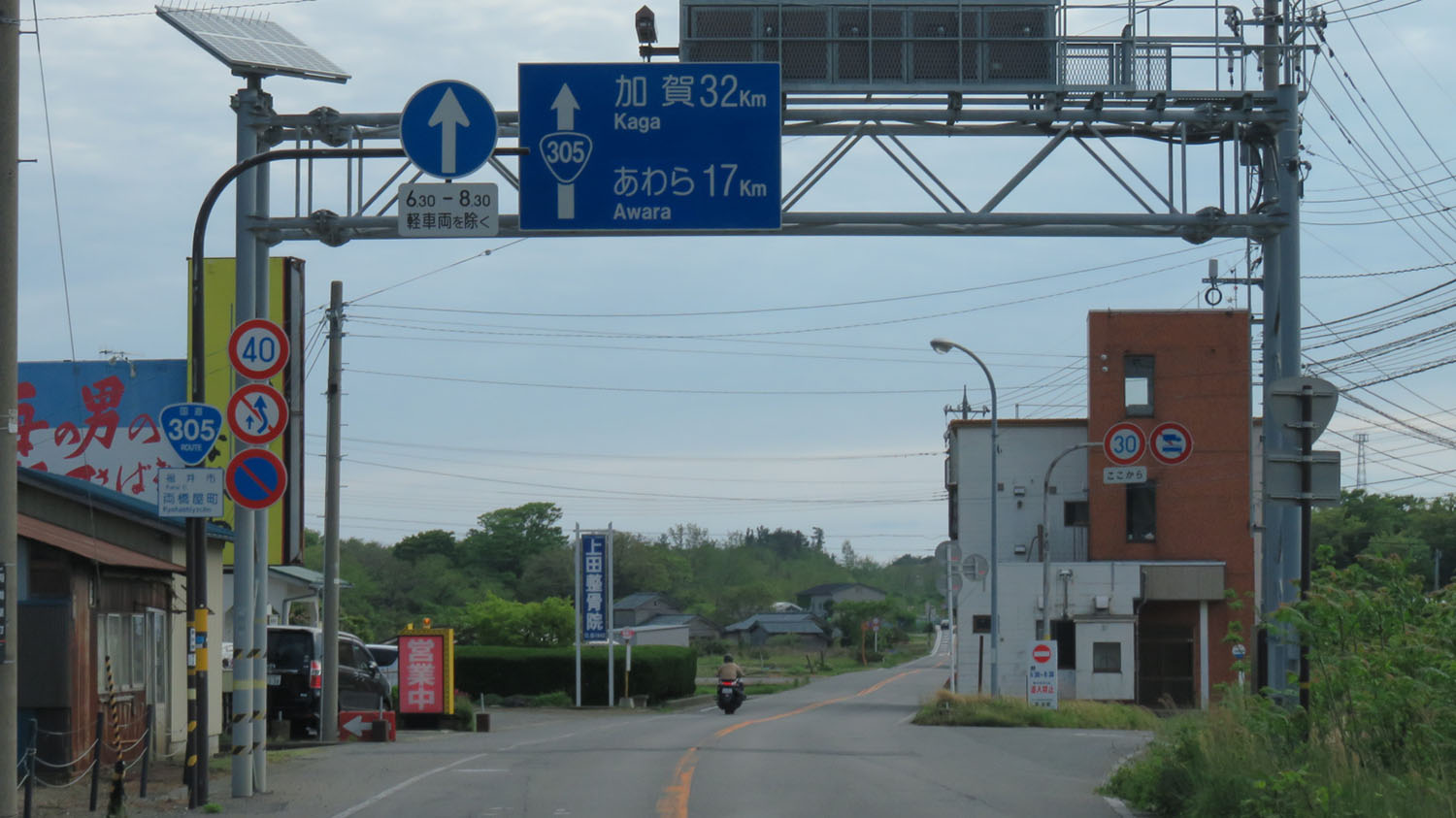
福井県福井市両橋屋町
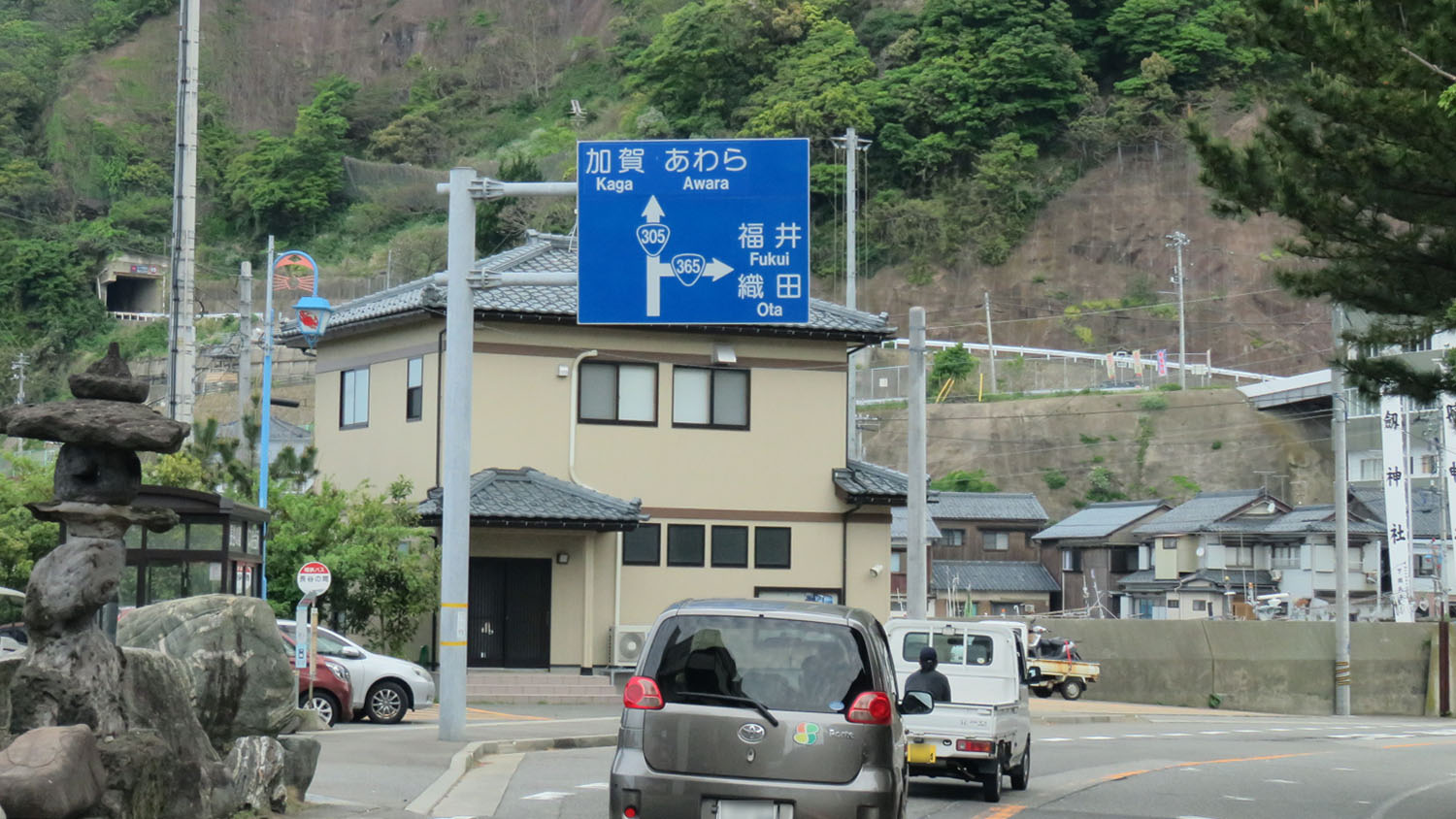
国道365号との分岐 福井県丹生郡越前町
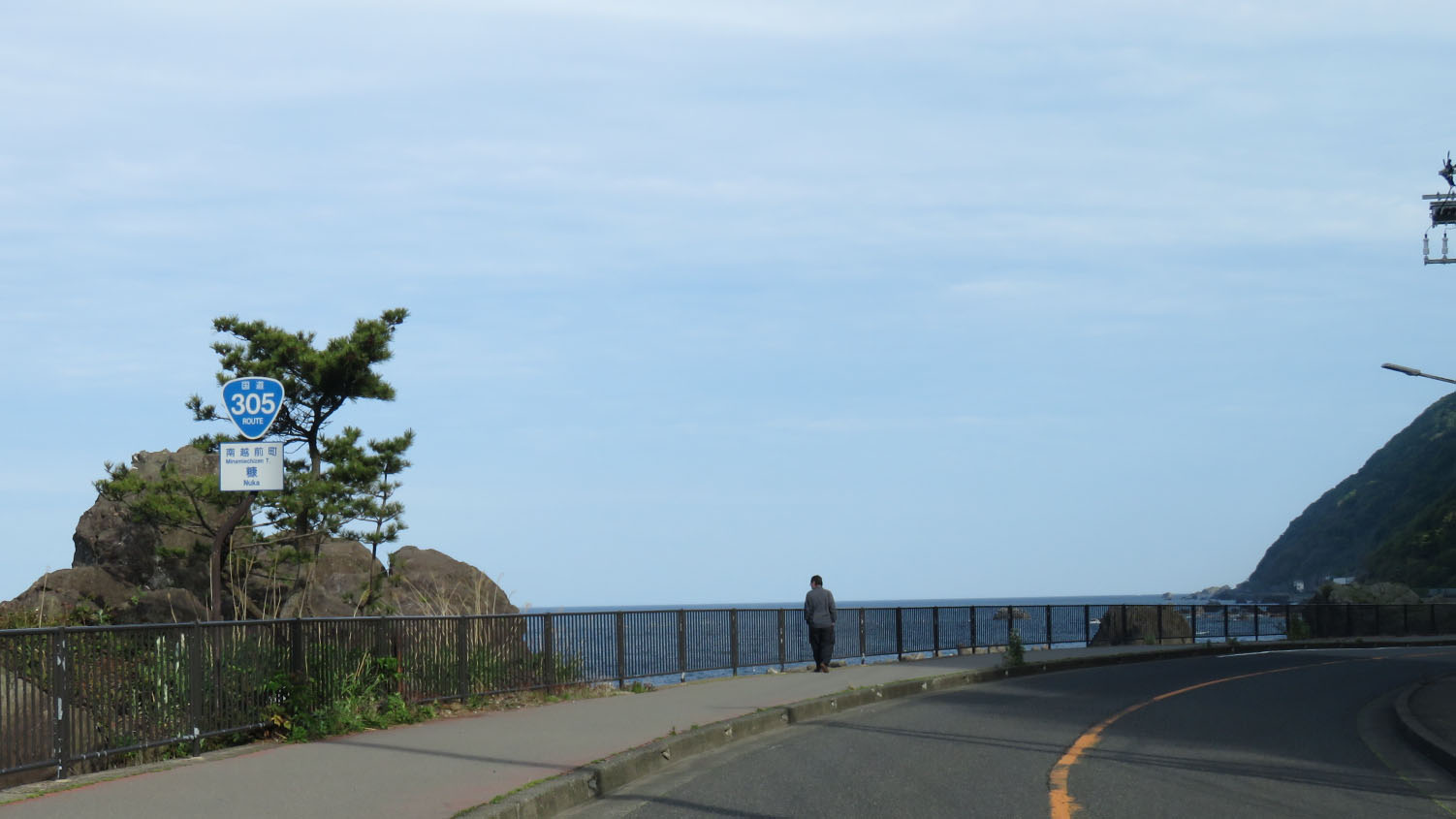
福井県南条郡南越前町 越前海岸沿いを走る